# Христианство в Катаре
Христианство в Катаре — одна из религий, представленных в стране.

## Положение христианства в Катаре
Христианство появилось на территории Катара около 224 года, раньше ислама В этот период на территории Катара было построено множество монастырей. Христианство было известно как «Бет Катрайе» или «Бет Катара», что в переводе с сирийского языка означает «религия катарцев». Начиная с 628 года, большинство племён, живших на территории современного Катара, стали принимать ислам.
Современный Катар — страна, законодательство которой основано на законах шариата. Выход из ислама считается в Катаре преступлением и карается смертной казнью. Пропаганда любой религии, кроме ислама, карается тюремным сроком до десяти лет. Хотя в Катара ещё сохранились церкви, оставшиеся с 3-7 веков, постройка новых церквей крайне затруднена. В 2008 году, впервые за 14 столетий, в Катаре была построена христианская церковь. Согласно законам Катара, храм не имеет внешних символов, свидетельствующих о его религиозной принадлежности.
Большинство нынешних катарских христиан — трудовые мигранты из азиатских стран.
По данным исследовательского центра Pew Research Center, в 2010 году в Катаре проживало 240 тыс. христиан, которые составляли 13,8 % населения этой страны. Энциклопедия «Религии мира» Дж. Г. Мелтона оценивает долю христиан в 2010 году в 9,6 % (84,7 тыс. верующих).
Крупнейшим направлением христианства в стране является католицизм. В 2000 году в Катаре действовали 104 христианских прихода, принадлежащие 33 различным христианским деноминациям.

### Протестантизм
Протестанты составляют менее 1 % от населения Катара.
Присутствующие конфессии:
- Christian Brethren[англ.]  (англ.)
- Церковь Шотландии
- Free Church (UK)
- Церковь Южной Индии[14]

### Православие
На 2011 год численность православных в Катаре оценивалось в несколько тысяч человек.
Православие в Катаре представлено юрисдикциями Иерусалимского и Антиохийского патриархатов. Вследствие спора о канонической территории, 29 апреля 2014 года Синодом Антиохийской церкви принято решение о разрыве канонического общения с иерархами Иерусалимского патриархата.

## Галерея

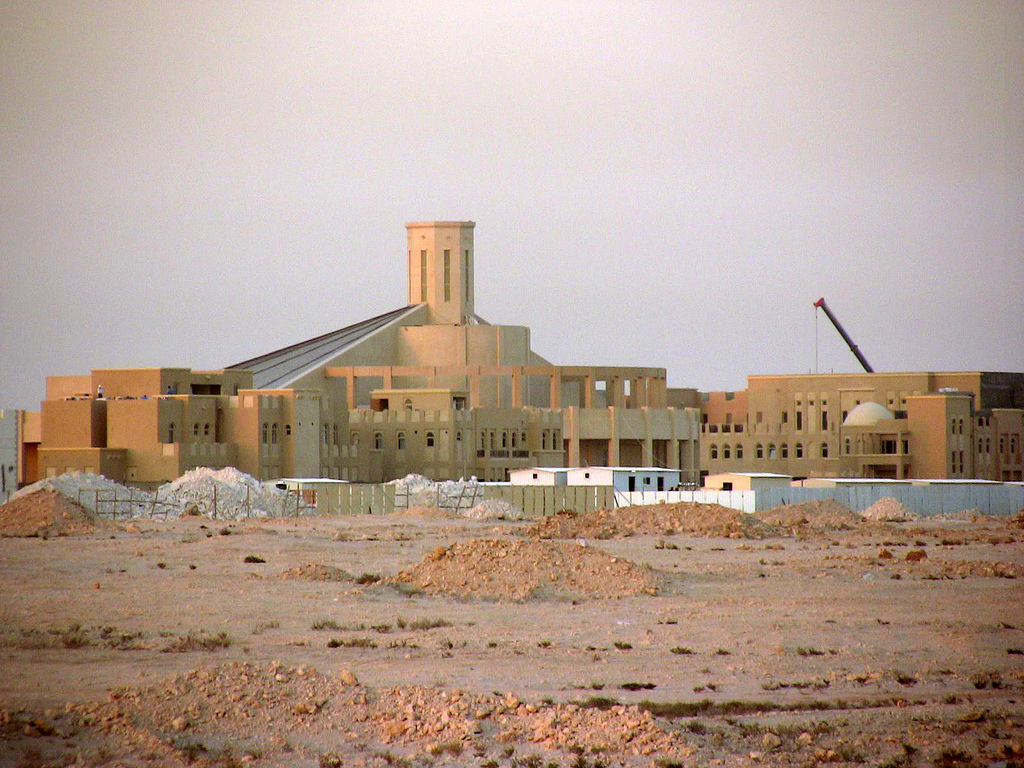
Церковь Пресвятой Девы Марии Святого Розария
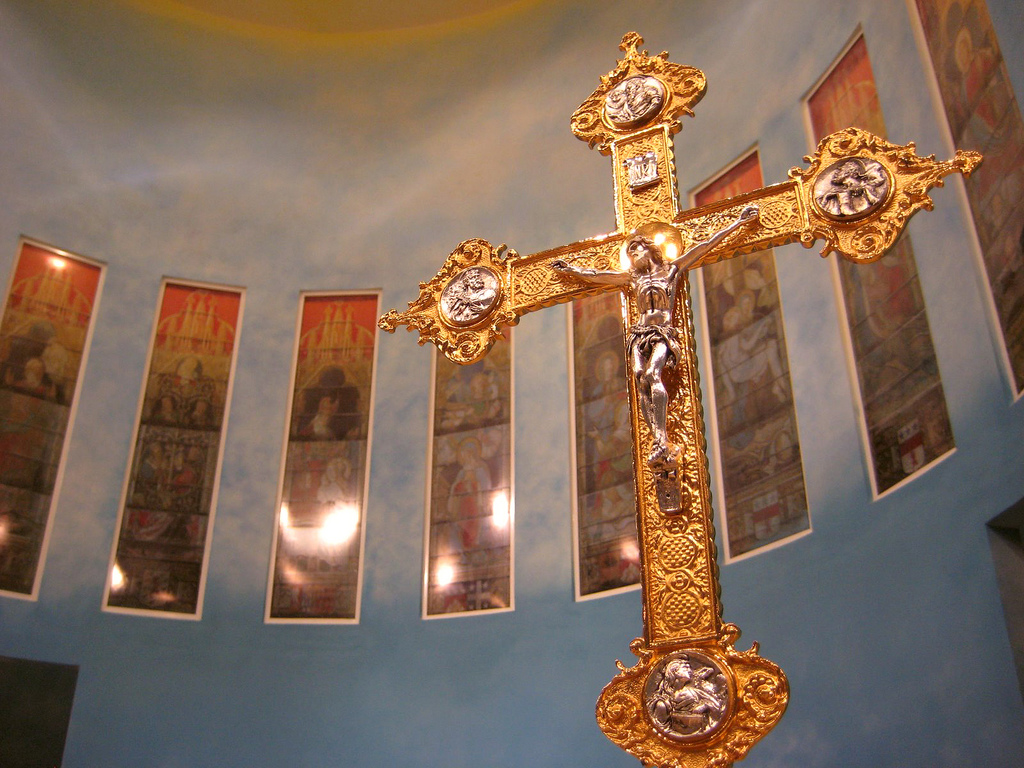
Деталь креста